# Franz Fischer (Prähistoriker)
Franz Richard Fischer (* 7. Januar 1925 in Pforzheim; † 1. Oktober 2016 in Bonn) war ein deutscher Prähistoriker.

## Leben
Franz  Fischer wurde 1952 bei Wolfgang Kimmig an der Universität Tübingen mit der Dissertation Spätkeltische Funde aus dem Badischen Oberland zum Dr. phil. promoviert. Während der 1950er Jahre war er an den Grabungen von Kurt Bittel im türkischen Boğazkale (dem Ḫattuša der Hethiter) beteiligt. 1954/55 erhielt er das Reisestipendium des Deutschen Archäologischen Instituts. Fischer habilitierte sich 1962 mit einer Schrift über die Keramikfunde aus der hethitischen Hauptstadt Ḫattuša an der Universität Tübingen. Anschließend wurde er ab demselben Jahr Privatdozent bzw. Diätendozent, 1968 außerplanmäßiger. Professor und 1975 ordentlicher Professor für Vor- und Frühgeschichte an der Universität Tübingen und bis zu seiner Emeritierung 1991 Direktor des Instituts für Vor- und Frühgeschichte.
Fischers Forschungsschwerpunkte lagen im Bereich der vorrömischen Eisenzeit des südlichen Mitteleuropa, wobei sein methodischer Ansatz in der Kombination der archäologischen Quellen mit der schriftlichen Überlieferung besteht. So trat er des Öfteren mit Arbeiten zu Caesars Gallischem Krieg oder zum Alpenfeldzug 15 v. Chr. hervor. Eigene Grabungsprojekte führte er unter anderem in dem spätkeltischen Oppidum Altenburg-Rheinau am Hochrhein durch.
Fischer heiratete 1957 in Istanbul seine Studienkollegin Eva-Maria Bossert, die Tochter des deutschen Archäologen Helmuth Theodor Bossert. Einer seiner beiden Kinder ist der Archäologe und Numismatiker Wolfgang Fischer-Bossert.

## Schriften (Auswahl)
- Der spätlatènezeitliche Depot-Fund von Kappel (Kreis Saulgau) (= Urkunden zur Vor- und Frühgeschichte aus Südwürttemberg-Hohenzollern. Heft 1, ZDB-ID 145914-4). Silberburg, Stuttgart 1959.
- Die frühbronzezeitliche Ansiedlung in der Bleiche bei Arbon TG (= Schriften zur Ur- und Frühgeschichte der Schweiz. Band 17, ZDB-ID 1105987-4). Schweizerische Gesellschaft für Ur- und Frühgeschichte, Basel 1971.
- Der Heidengraben bei Grabenstetten. Ein keltisches Oppidum auf der Schwäbischen Alb bei Urach (= Führer zu vor- und frühgeschichtlichen Denkmälern in Baden-Württemberg. Heft 2, ZDB-ID 527337-7). Müller & Gräff, Stuttgart 1971. (2., verb. Auflage. Theiss, Stuttgart 1979, ISBN 3-8062-0221-4)
- Frühkeltische Fürstengräber in Mitteleuropa (= Antike Welt. Sondernummer). Raggi-Verlag, Feldmeilen 1982.
- mit Hartwig Zürn: Die keltische Viereckschanze von Tomerdingen (Gem. Dornstadt, Alb-Donau-Kreis) : Ausgrabung 1958/1959 (= Materialhefte zur Vor- und Frühgeschichte in Baden-Württemberg. Band 14). Theiss, Stuttgart 1991, ISBN 3-8062-1004-7.
- Der Handel der Mittel- und Spät-Latène-Zeit in Mitteleuropa aufgrund archäologischer Zeugnisse. In: Klaus Düwel, Herbert Jankuhn, Harald Siems, Dieter Timpe (Hrsg.): Untersuchungen zu Handel und Verkehr der vor- und frühgeschichtlichen Zeit in Mittel- und Nordeuropa. Teil 1: Methodische Grundlagen und Darstellungen zum Handel in vorgeschichtlicher Zeit und in der Antike. Bericht über die Kolloquien der Kommission für die Altertumskunde Mittel- und Nordeuropas in den Jahren 1980 bis 1983 (= Abhandlungen der Akademie der Wissenschaften zu Göttingen. Philologisch-Historische Klasse. Folge 3, Nr. 143). Vandenhoeck & Ruprecht, Göttingen 1985, ISBN 3-525-82426-2, S. 285–298.
- mit Rainer Wiegels (Hrsg.): An Oberrhein und oberer Donau. Beiträge zur Vor- und Frühgeschichte Südwestdeutschland (= Osnabrücker Forschungen zu Altertum und Antike-Rezeption. 10). Leidorf, Rahden/Westfalen 2006, ISBN 3-89646-731-X,
  - darinS. 407–414:  Zur historischen Datierung frührömischer Militärstationen. Walenseetürme, Zürich-Lindenhof und Dangstetten.